# میریام کوک
میریام کوک (که نام خود در انگلیسی را با حروف کوچک می‌نویسد) پژوهشگر، مؤلف و چهره دانشگاهی آمریکایی است که در زمینه مطالعات خاورمیانه و جهان عرب آثار متعددی را به نشر رسانده‌است. او بر ادبیات مدرن عرب و ارزیابی تحلیلی نقش زنان در عرصه‌های عمومی تمرکز دارد. او در بریتانیا تحصیل کرده و یکی از سردبیران مجله مطالعات زنان خاورمیانه است. او بیش از ۱۰۰ مقاله و ۱۳۰ نقد کتاب منتشر کرده‌است.
او استاد ادبیات و فرهنگ نوین عرب در دانشگاه دوک است. او در سال ۱۹۸۰ دکترای خود را از کالج سنت آنتونی آکسفورد دریافت کرد.

## کتابشناسی
- الگوواره روشنفکر مصری (۱۹۸۴)
- گشودن دروازه‌ها: یک سده نگارش فمینیستی در دنیای عرب (۱۹۹۰)
- دیگر صداهای جنگ: نوشتارهای نویسندگان زن دربارهٔ جنگ داخلی لبنان (۱۹۹۶)
- زنان و داستان جنگ (۱۹۹۶)
- زنان و تصاحب اسلام: خلق فمینیسیم اسلامی از طریق ادبیات (۲۰۰۱)
- سوریه دگراندیش: رسمی کردن هنرهای مخالف‌خوان (۲۰۰۷)
- نظیره زین‌الدین: زندگی‌نامه یک پیشگام فمینیسم اسلامی (۲۰۱۰)
- مدرنِ قبایلی (۲۰۱۴)
- رقصان در دمشق (۲۰۱۷)

### داستان
- حیاتی (زندگی‌ام): یک رمان (۲۰۰۰)